# Aciphylla simplicifolia
Aciphylla simplicifolia är en flockblommig växtart som först beskrevs av Ferdinand von Mueller, och fick sitt nu gällande namn av George Bentham. Aciphylla simplicifolia ingår i släktet Aciphylla och familjen flockblommiga växter. Inga underarter finns listade i Catalogue of Life.